# 모토키 마사카즈
모토키 마사카즈(1971년 12월 ~ , 중국 푸젠성 푸칭 시 출생, 일본어: 端木 正和)는 중국계 일본인의 서치나의 대표이사이다. 모토키 마사카즈는 일본에서 사용하는 통명(通名)이다.

## 약력
1989년 4월, 17세 에 푸젠성 푸칭 시에서 유학생으로서 일본에 옴. 아르바이트로 학비를 벌면서 1991년 4월, 일본의 대학에 입학. 대학졸업 후, 일본에서 회사에 취직한 후 영업직이나 기획직을 담당.
1998년 5월에 퇴직하고, 개인으로 수입업을 영업하고 있었지만 일본과 중국의 사이의 벽을 철거하고 싶다, 문화를 넘은 상호 이해를 실현하고 싶다라는 생각으로, 같은 해 6월에 중국 정보국을 개설했다.
1999년 4월 가쿠슈인 대학 대학원에 입학. 같은 해 9월에 주식회사 서치나를 설립한 이후 사업을 확대, 현재에 이르고 있다.

## 같이 보기
- 중국 정보국
- 서치나